# Venice (Florida)
Venice ist eine Stadt im Sarasota County im US-Bundesstaat Florida mit 20.748 Einwohnern (Stand: 2010).

## Geographie
Venice liegt am Golf von Mexiko an der Westküste Floridas. Die Stadt liegt rund 20 km südlich von Sarasota und 110 km südlich von Tampa.

## Geschichte
Venice war einst das Ziel des Fernzuges Orange Blossom Special. Der Streckenabschnitt von Sarasota nach Venice wurde ab 1927 zuerst von der Seaboard Air Line Railroad, später von CSX und ab 1987 von der Seminole Gulf Railway betrieben. In den frühen 2000er Jahren wurde der Streckenabschnitt stillgelegt und 2008 auf der Trasse der Legacy Trail eröffnet.

## Demographische Daten
Laut der Volkszählung 2010 verteilten sich die damaligen 20.748 Einwohner auf 17.328 Haushalte. Die Bevölkerungsdichte lag bei 879,2 Einw./km². 97,3 % der Bevölkerung bezeichneten sich als Weiße, 0,6 % als Afroamerikaner, 0,1 % als Indianer und 0,7 % als Asian Americans. 0,5 % gaben die Angehörigkeit zu einer anderen Ethnie und 0,7 % zu mehreren Ethnien an. 2,7 % der Bevölkerung bestand aus Hispanics oder Latinos.
Im Jahr 2010 lebten in 6,7 % aller Haushalte Kinder unter 18 Jahren sowie 67,8 % aller Haushalte Personen mit mindestens 65 Jahren. 54,3 % der Haushalte waren Familienhaushalte (bestehend aus verheirateten Paaren mit oder ohne Nachkommen bzw. einem Elternteil mit Nachkomme). Die durchschnittliche Größe eines Haushalts lag bei 1,74 Personen und die durchschnittliche Familiengröße bei 2,24 Personen.
6,8 % der Bevölkerung waren jünger als 20 Jahre, 6,7 % waren 20 bis 39 Jahre alt, 18,8 % waren 40 bis 59 Jahre alt und 68,7 % waren mindestens 60 Jahre alt. Das mittlere Alter betrug 68 Jahre. 44,8 % der Bevölkerung waren männlich und 55,2 % weiblich.
Das durchschnittliche Jahreseinkommen lag bei 46.646 $, dabei lebten 8,7 % der Bevölkerung unter der Armutsgrenze.
Im Jahr 2000 war Englisch die Muttersprache von 95,95 % der Bevölkerung und 4,05 % hatten eine andere Muttersprache.

## Sehenswürdigkeiten
Folgende Objekte sind im National Register of Historic Places gelistet:
| - Armada Road Multi-Family District - Blalock House - Eagle Point Historic District - Edgewood Historic District - Hotel Venice - House at 710 Armada Road South - Johnson-Schoolcraft Building | - Levillain-Letton House - John Nolen Plan of Venice Historic District - Triangle Inn - Valencia Hotel and Arcade - Venezia Park Historic District - Venice Depot - Warm Mineral Springs |

## Haifischzähne
Venice wird auch „Shark’s Tooth Capital of The World“ (deutsch Haifischzahnhauptstadt der Welt) genannt. Während des jährlichen Shark’s Tooth Festival finden  zahlreiche Ausstellungen von versteinerten Haifischzähnen statt, die auch an den Stränden (besonders am Caspersen’s Beach, oder an nahe gelegenen Stränden von Englewood), oder am Boden des Ozeans zu finden sind.

## Venice und die Terroranschläge vom 11. September 2001
Am 12. September 2001 stellte das FBI in Venice Ermittlungen im Zusammenhang mit den Terroranschlägen am 11. September 2001 an. Die Untersuchungen ergaben, dass drei der beteiligten Terroristen, Mohamed Atta, Marwan Al-Shehhi und Ziad Jarrah im Vorfeld der Anschläge in Venice gelebt und dort Flugunterricht  in der Flugschule Huffman Aviation am Venice Municipal Airport genommen hatten.

## Verkehr
Das Stadtgebiet wird von der Interstate 75 sowie vom Tamiami Trail (U.S. 41) durchquert. Der Venice Municipal Airport befindet sich 3 km südlich des Stadtzentrums. Der nächste internationale Flughafen ist der Sarasota–Bradenton International Airport (35 km nördlich).

## Kriminalität
Die Kriminalitätsrate lag im Jahr 2010 mit 171 Punkten (US-Durchschnitt: 266 Punkte) im niedrigen Bereich. Es gab zwei Morde, vier Raubüberfälle, 30 Körperverletzungen, 87 Einbrüche, 466 Diebstähle, 14 Autodiebstähle und eine Brandstiftung.

## Persönlichkeiten
- Trey Burton (* 1991), American-Football-Spieler